# Mischievous Kiss: Love in Tokyo
Mischievous Kiss: Love in Tokyo (イタズラなKiss～Love in Tokyo, Itazura na Kiss: Love in Tokyo) é uma telenovela japonesa, estrelada por Miki Honoka e Yuki Furukawa. Composta por 16 episódios, foi ao ar na Fuji Television entre 29 de março e 19 de julho de 2013 toda sexta-feira à meia noite.

## Antecedentes
A série foi baseada no mangá Itazura na Kiss escrito por Kaoru Tada.

## Elenco
- Miki Honoka como Aihara Kotoko[2]
- Yuki Furukawa como Irie Naoki[2]
- Yuki Yamada como Ikezawa Kinnosuke
- Fujimoto Nanami como Komori Jinko
- Yamaya Kasumi como Ishikawa Satomi
- Tanaka Sougen as Odawara
- Aizawa Yuga como Irie Yuki
- Tanaka Yoji como Aihara Shigeki
- Nishimura Tomomi como Irie Noriko
- Imoaraizaka Kakaricho como Irie Shigeo

Outros
- Shibasaki Keisuke como Gintaro
- Takahiro Iida como Dozo
- Kaai Sara como Watanabe
- Mori Kanna como Matsumoto Yuko
- Kaji Masaki como Sudo-senpai
- Ayamu como Matsumoto Ayako
- Shiramata Atsushi como Takamiya Ryo
- Miyazaki Shuto como Narasaki Nobu
- Utsumi Akiyoshi como Nakagawa Taketo
- Takada Riho como Oizumi Sahoko
- Horiuchi Masami como Chairman Oizumi

Aparições especiais
- Sato Aiko (cameo, ep10)
- Imasato Makoto como Doutor Omura (ep 12, 13)
- Iida Kisuke como Kanamori (ep 13, 14, 16)
- Saeki Arata como secretário da Yokoyama (ep 13, 16)
- Kashiwabara Takashi (cameo, ep 15)

## Transmissão internacional
- Filipinas - GMA Network - 21 de abril de 2014[3]
- Hong Kong - now 101 - 22 de junho de 2013
- Indonésia - Rajawali TV - Novembro de 2014